# Arthur Roche
Arthur Roche, né le 6 mars 1950 à Batley Carr (en) (Yorkshire de l'Ouest, Angleterre), est un prélat catholique anglais, neuvième évêque de Leeds de 2004 à 2012, préfet du Dicastère pour le culte divin et la discipline des sacrements depuis 2021 et cardinal à partir du 27 août 2022.

## Formation et ministères
Fils d'Arthur et de Frances Roche, Arthur naît dans le village de Batley Carr, dans le Yorkshire de l'Ouest en Angleterre. Il effectue ses études à l'école primaire Saint-Joseph, au lycée Saint Jean Fisher dans le Dewsbury et à Christleton Hall.
De 1969 à 1975, il étudie à l'Université Saint-Alban à Valladolid en Espagne, où il obtient son diplôme en théologie de la part de l'Université pontificale de Comillas.
À son retour en Angleterre, il est ordonné prêtre par William Gordon Wheeler dans le diocèse catholique de Leeds, le 19 juillet 1975.
Le père Roche est nommé vicaire de l'église Sainte-Croix de Barnsley jusqu'en 1978, puis devient secrétaire particulier de William Gordon Wheeler.
Il est ensuite nommé vice-chancelier du diocèse en 1979.
De 1982 à 1989, il fait partie des prêtres de la cathédrale Saint-Anne de Leeds, et aide à organiser la visite du pape Jean-Paul II à York en mai 1982.
Roche est ensuite le Secrétaire aux finances du diocèse de 1986 à 1991, période pendant laquelle il est également nommé curé de la paroisse de l'église Saint-Wilfrid en janvier 1989.
En 1991, il poursuit ses études à l'Université pontificale grégorienne de Rome et devient directeur spirituel du Vénérable Collège Anglais .
En avril 1996, il est nommé secrétaire général de la Conférence des évêques catholiques d'Angleterre et du pays de Galles et obtient le titre de Prélat d'honneur de Sa Sainteté.

## Épiscopat

### Évêque auxiliaire de Westminster
Le 12 avril 2001, Arthur Roche est nommé évêque auxiliaire de Westminster et évêque titulaire de Rusticiana (de) par Jean-Paul II. Le 10 mai, il reçoit la consécration épiscopale des mains du cardinal Cormac Murphy-O'Connor et en présence des coconsécrateurs David Konstant (en) et Victor Guazzelli (en).

### Évêque de Leeds
Roche est nommé évêque coadjuteur du diocèse de Leeds, le 16 juillet 2002 et succède ainsi à David Konstant (en) le 7 avril 2004, devenant ainsi le neuvième évêque de Leeds.
En juillet 2002, il est aussi élu président de la Commission internationale pour l'anglais dans la liturgie (en), qui supervise la traduction de la messe en anglais.

### Dicastère pour le culte divin et la discipline des sacrements
Le 26 juin 2012, le pape Benoît XVI le nomme secrétaire de la Congrégation pour le culte divin et la discipline des sacrements (auprès du cardinal Sarah qui en est le préfet), l'élevant ainsi à la dignité d'archevêque et au titre d'évêque émérite de Leeds. Il est également nommé administrateur apostolique du diocèse de Leeds. Il est considéré par certains comme ayant été l'épine dans le pied du cardinal Sarah à ce poste, et aurait représenté l'opposition interne au préfet de l'époque.
Il est préfet du Dicastère pour le culte divin et la discipline des sacrements depuis 2021.
Le 13 novembre 2020, il aurait débouté un fidèle du diocèse américain de Knoxville qui reprochait à son évêque Richard Stika (en) de distribuer exclusivement la communion dans la main contrairement aux règles du droit canonique.
Le 16 juillet 2021 est publiée la lettre apostolique sous forme de motu proprio Traditionis custodes, revenant sur les autorisations accordées par Benoit XVI avec Summorum Pontificum.

### Cardinal
Le pape François annonce le 29 mai 2022 qu'il sera créé cardinal le 27 août 2022. Le pape le nomme par ailleurs membre de la congrégation pour les évêques en juillet 2022. Il est reconduit comme préfet à titre temporaire ainsi que les autres responsables de dicastères à l'issue du conclave le 9 mai 2025 par le pape Léon XIV.

## Source
- (en) Cet article est partiellement ou en totalité issu de l’article de Wikipédia en anglais intitulé « Arthur Roche » (voir la liste des auteurs).